# 服藤早苗
服藤 早苗（ふくとう さなえ、1947年5月31日 - ）は、日本の歴史学者、埼玉学園大学名誉教授。専門は、日本史、家族史、女性史、ジェンダー論。本姓・江村。
佐伯順子の「遊女神聖論」を批判した。また高群逸枝が史料の改竄を行ったとする栗原弘の説に対し、わずかな改竄はあったが、説全体に影響を与えるほどではないと反論した。

## 経歴
愛媛県に生まれる。
- 1971年 - 横浜国立大学教育学部教育学科卒業。小学校教諭となる[6]。
- 1977年 - 東京教育大学文学部日本史学科卒業[6]。
- 1980年 - お茶の水女子大学大学院人文科学研究科修士課程修了[6]。
- 1986年 - 東京都立大学 (1949-2011)大学院人文科学研究科博士課程単位取得退学[6]。
- 1991年 - 『平安朝の母と子』『家成立史の研究』で第6回女性史青山なを賞を受賞[2][7]。
- 1992年 - 「家成立史の研究－祖先祭祀・女・子ども」で東京都立大学文学博士[8]。
- 2001年 - 新設された埼玉学園大学教授に就任[6]。
- 2009年 - 埼玉学園大学人間学部学部長[6]。
- 2015年　定年退職、名誉教授。

## 著書

### 単著
- 『平安朝の母と子』（中公新書 1991年）女性史青山なを賞受賞
- 『家成立史の研究』（校倉書房 1991年）女性史青山なを賞受賞
- 『平安朝の女と男』（中公新書 1995年）
- 『平安朝の家と女性』（平凡社 1997年）
- 『平安朝　女性のライフサイクル』（吉川弘文館 1999年）
- 『「源氏物語」の時代を生きた女性たち』（NHK出版ブックス 2000年）
- 『21世紀に読む日本の古典『今昔物語』』（ポプラ社 2001年）
- 『平安朝に老いを学ぶ』（朝日新聞社 2001年）
- 『平安王朝の子どもたち』（吉川弘文館 2004年）
- 『平安朝　女の生き方』（小学館 2004年）
- 『平安王朝社会のジェンダー』校倉書房 2005年）
- 『平安朝の父と子　貴族と庶民の家と養育』（中公新書、2010年）
- 『古代・中世の芸能と買売春　遊行女婦から傾城へ』明石書房、2012
- 『平安王朝の五節舞姫・童女 天皇と大嘗祭・新嘗祭』(塙選書 塙書房 2015
- 『藤原彰子』吉川弘文館・人物叢書、2019

### 共編著・監修
- （上野千鶴子・田端泰子）『ジェンダーと女性』（早稲田大学出版会、1997年）
- （山田昌弘・吉野晃）『恋愛と性愛』（早稲田大学出版会、2002年）
- （服藤 編著・西野悠紀子・伴瀬明美・菅原正子・久保貴子 執筆）『歴史のなかの皇女たち』（小学館、2002年）
- （戸川点・小嶋菜温子）『ケガレの文化史』（森話社、2005年）
- （赤阪俊一）『文化としての暴力』（森話社、2006）
- 『日本のもと 家族』監修. 講談社 2011
- 『歴史をつくった女性大事典』全2巻 監修. 学研教育出版 2013
- 『「平家物語」の時代を生きた女性たち』編著 (小径選書 小径社 2013
- 『王朝びとの生活誌 『源氏物語』の時代と心性』 (叢書・文化学の越境 小嶋菜温子, 倉田実共編. 森話社 2013
- 『平安朝の女性と政治文化 宮廷・生活・ジェンダー』編著. 明石書店 2017